# Дос Сантос Жуниор, Сержио Рикардо
Сержио Рикардо дос Сантос Жуниор более известен как Сержиньо (3 сентября 1990, Сантус, Бразилия) — бразильский футболист, полузащитник японского клуба «Мацумото Ямага».

## Биография
Сержиньо выступал за молодёжные клубы «Сантоса» на протяжении 8-и лет и провел только одну игру в основной команде. В 2010 году, на правах аренды перешёл в бразильский «Ред Булл», где выиграл лигу Паулистао А-3.
С 2011 года находился в составе «Оэсте», с которым завоевал путевку в бразильскую Серию С. А в 2012 году выиграл с командой титул чемпионов Серии С.
4 июля 2013 года дебютировал в составе «Палмейраса», где выступал на правах аренды. 18 марта 2015 года подписал трехгодичный контракт с алматинским «Кайратом».